# غاري ديفيد
غاري ديفيد (بالتاغالوغية: Gary David) مواليد 13 يوليو 1978 في الفلبين، هو لاعب كرة سلة فلبيني. بدأ مسيرته الاحترافية في سنة 2004. يلعب في الرابطة الفلبينية لكرة السلة. يحمل الرقم 13. يبلغ طوله 6 قدم 2 بوصة (1.9 م). مثّل منتخب بلاده. حقق المركز الثاني في بطولة أمم آسيا لكرة السلة 2013.

## المسيرة الاحترافية
لعب مع باوريد تايغرز في موسم 2004–2005، ثم لعب مع باراكو بول إنرجي من سنة 2005 إلى 2010، ثم لعب مع ميرالكو بولتز من سنة 2013 إلى 2016، ثم لعب مع سان ميغيل بيرمن في سنة 2016.

## الميداليات
| الميدالية | المسابقة                       |
| --------- | ------------------------------ |
| فضية      | بطولة أمم آسيا لكرة السلة 2013 |

## روابط خارجية
- غاري ديفيد على موقع الاتحاد الدولي لكرة السلة (الإنجليزية)
- غاري ديفيد على موقع كرة السلة الأوروبية.كوم (الإنجليزية)
- غاري ديفيد على موقع ريلجم (الإنجليزية)
- غاري ديفيد على موقع سبورتس رفرنس (الإنجليزية)